# 益子正重
益子 正重（ましこ まさしげ）は、鎌倉時代初期の武将。宇都宮宗円の郎党。益子氏3代当主。

## 略歴
益子氏の本姓は紀氏。紀長谷雄の流れを汲む。紀貞隆の次男・益子正隆を祖とする。
益子正隆の嫡孫として誕生。
下野国芳賀郡益子邑を領し西明寺城を本拠とした。源頼朝が奥州藤原氏討伐の兵を起こした際、正重は宇都宮氏の郎党として従軍し戦功を上げ、同じく郎党の芳賀氏と共に、頼朝から源氏の旗である白旗一流を下賜された。